# Le Mans FC
Le Mans FC (do roku 2010 Le Mans Union Club 72) je francouzský klub sídlící ve městě Le Mans. Vznikl roku 1985. Hřištěm klubu je MMArena s kapacitou 25 000 diváků.
Le Mans se před vypuknutím pandemie covidu-19 na jaře 2020 ocitlo v sestupovém pásmu Ligue 2. Poté, co se Francouzská fotbalová federace (FFF) rozhodla domácí ligové soutěže ukončit bez dohrání, odvolalo se Le Mans na soud. Ten však dal za pravdu FFF a návrh Le Mans rozšířit další sezónu na 22 účastníků tak neprošel. Le Mans putovalo do třetí ligové soutěže Championnat National.